# Pyrozwavelzuur
Pyrozwavelzuur of dizwavelzuur is een zuur en anorganische verbinding met als brutoformule H2S2O7. Het is een voornaam bestanddeel van rokend zwavelzuur of oleum. Het komt in kleine hoeveelheden ook in watervrij zwavelzuur voor dankzij de evenwichten:
{\displaystyle \mathrm {H_{2}SO_{4}\ \rightleftharpoons \ SO_{3}\ +\ H_{2}O} }
{\displaystyle \mathrm {SO_{3}\ +\ H_{2}SO_{4}\ \rightleftharpoons \ H_{2}S_{2}O_{7}} }
Het zuur ontstaat bij toevoeging van een overmaat SO3 aan zwavelzuur:
{\displaystyle \mathrm {H_{2}SO_{4}\ +\ SO_{3}\ \rightleftharpoons \ H_{2}S_{2}O_{7}} }
Hoewel de feitelijke vorming dus via een andere reactie verloopt, kan pyrozwavelzuur beschouwd worden als het anhydride van zwavelzuur:
{\displaystyle \mathrm {2\ H_{2}SO_{4}\ \rightleftharpoons \ H_{2}S_{2}O_{7}\ +\ H_{2}O} }
Ook de naam, pyrozwavelzuur (Grieks πῦρ pûr, vuur), zwavelzuur dat via het vuur verkregen is, suggereert dat er warmte gebruikt wordt om de stof te maken uit zwavelzuur. De warmte verdrijft een deel van het water.
Pyrozwavelzuur is een zeer sterk zuur dat zwavelzuur protoneert in een watervrije zwavelzurige oplossing. Er zijn zouten bekend van het zuur; zij worden pyrosulfaten genoemd. Een voorbeeld daarvan is kaliumpyrosulfaat.
Er bestaan verwante zuren met de algemene formule H2O·(SO3)x, maar deze zijn niet te isoleren.